# Betancuria
Betancuria és un municipi situat a la costa oest de l'illa de Fuerteventura, a les illes Canàries. En l'ermita de Vega de Río Palmas es troba la imatge de Nostra Senyora de la Penya, patrona de Fuerteventura. Al setembre se celebra un romiatge en el seu honor, de gran participació popular. Altre nucli de població ho constituïx el Valle de Santa Inés (on es troba l'Ermita de Santa Inés, construïda poc després de la conquesta). La vila compta a més amb un Museu d'Art Sacro i el Museu Arqueològic i Etnogràfic. Amb 742 habitants és el municipi menys poblat de Canàries (INE, 2007).

## Història
El seu nom es deu al normand Jean de Bethencourt, qui la va fundar juntament amb Gadifer de La Salle en 1404. La vall de Betancuria va ser el primer assentament de l'illa. Des de la conquesta, Betancuria es va convertir en la capital i seu de diversos òrgans governatius, religiosos i administratius (cabildo, jutjats, etc.). En 1593 va ser pràcticament arrasada per una invasió berberisca, sent destruïda l'Església Catedral de Santa María de Betancuria, encara que va ser reconstruïda anys després. A partir del segle xix, Betancuria va ser perdent progressivament poder a favor d'altres nuclis de població (gràcies al seu desenvolupament econòmic), com Pájara, La Oliva, Antigua o Puerto de Cabras. Finalment en 1834 perdria la capitalitat de l'illa.

## Galeria d'Imatges

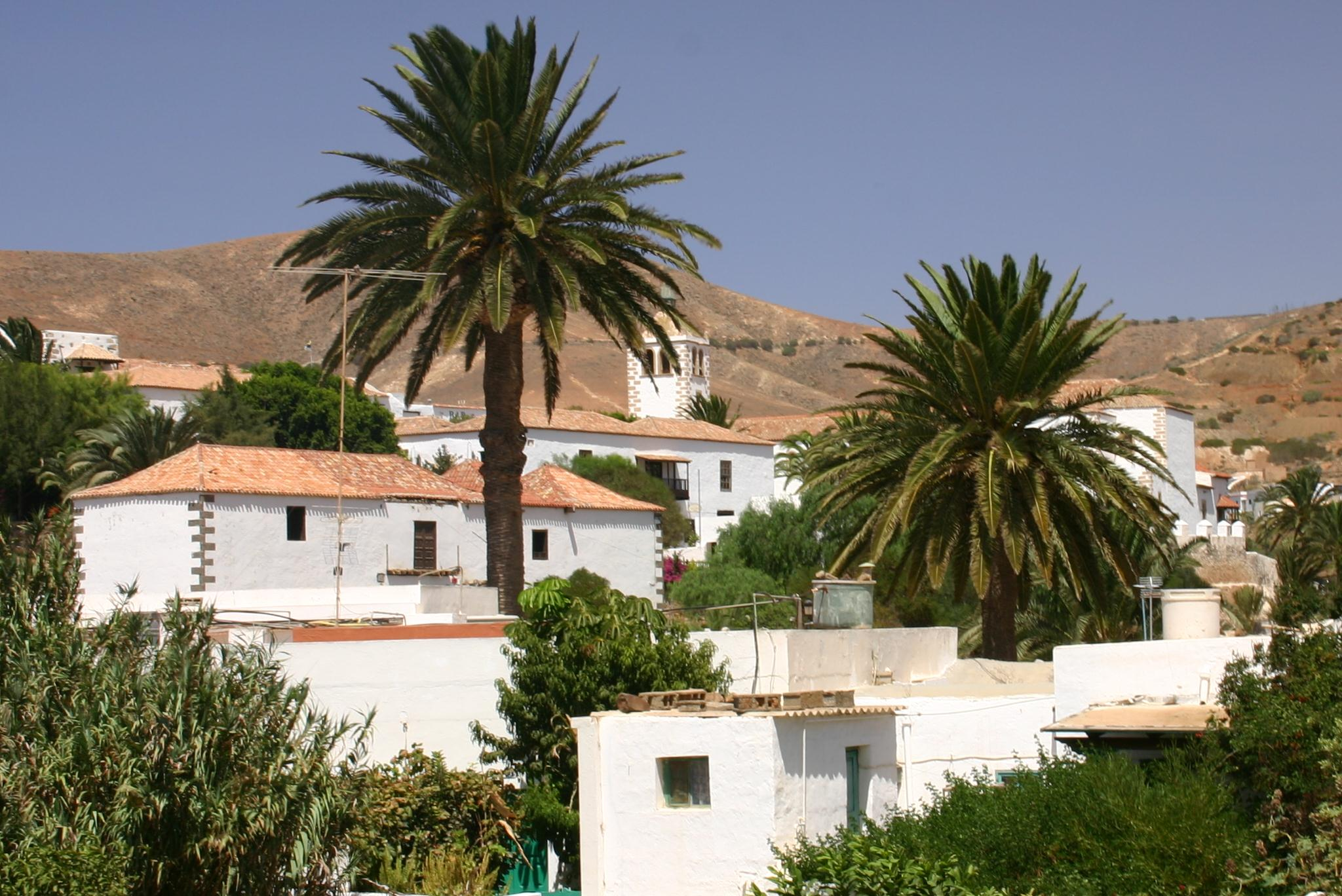
Vista de la vila
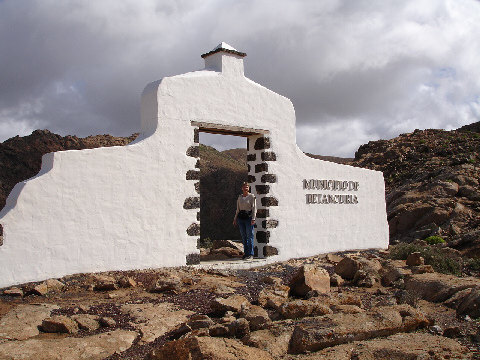
Entrada d'una casa típica de la vila
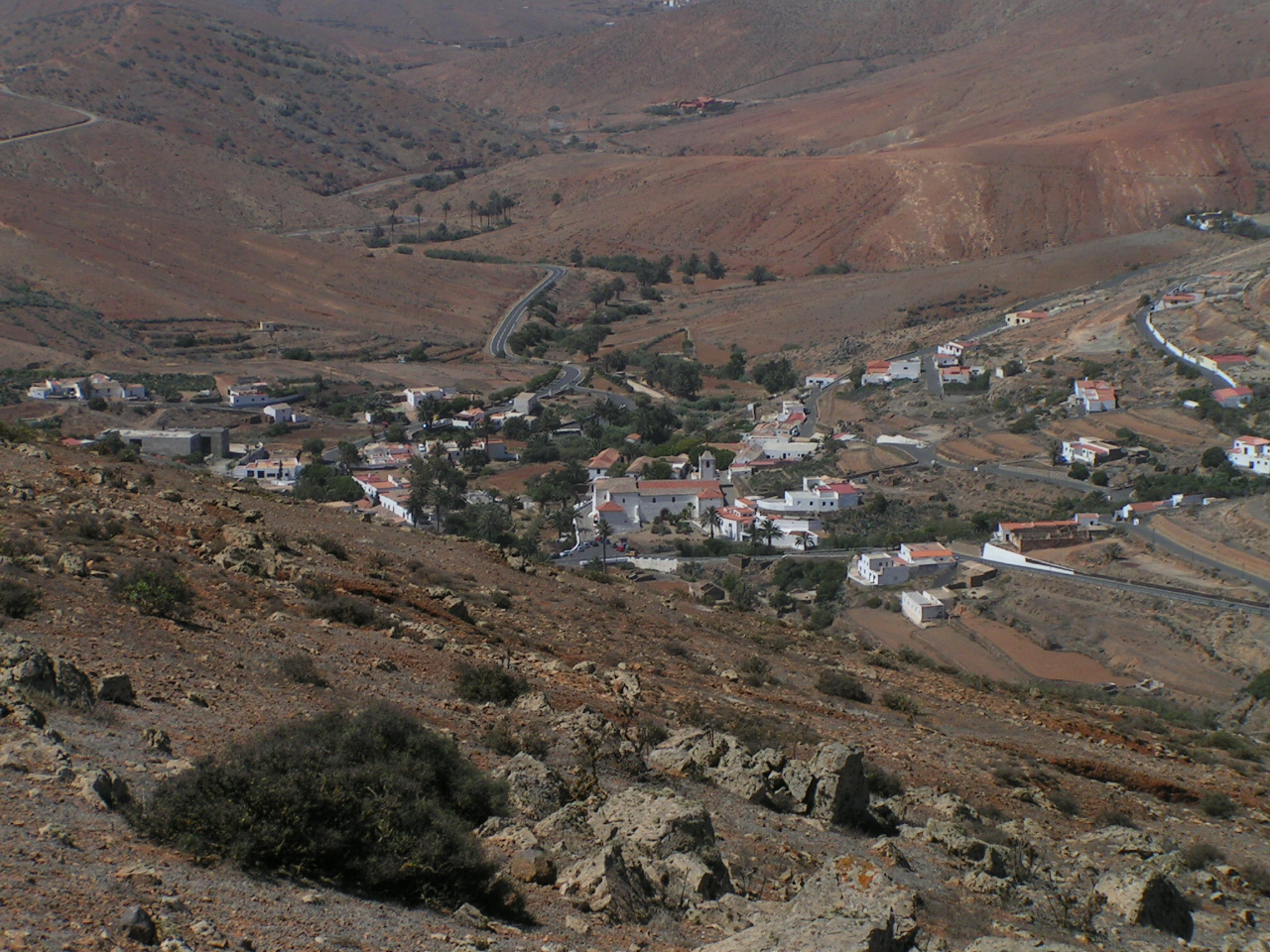
Vista des de Morro Veloso